# Reumatisme palindròmic
El reumatisme palindròmic (RP) és una síndrome caracteritzada per atacs inflamatoris recurrents i autoresolvents a les articulacions (artritis) i al voltant de les articulacions (periarticular dels teixits tous). El curs sol ser d'inici agut, amb atacs o brots de desenvolupament brusc i ràpid. Hi ha dolor, enrogiment, inflor i discapacitat d'una o diverses articulacions. L'interval entre atacs palindròmics recurrents i la durada d'un atac és extremadament variable de poques hores a dies. Els atacs poden ser més freqüents amb el temps, però no hi ha danys conjunts després dels atacs. Es creu que és una malaltia autoimmunitària, possiblement una forma abortiva d'artritis reumatoide.

## Diagnòstic
Per la clínica (signes i símptomes) del RP el diagnòstic pot ser difícil o trigar molt. Aquesta clínica pot ser similar a moltes altres formes d'artritis o altres malalties autoimmunitàries. Sovint es tracta de descartar les altres afeccions abans de fer un diagnòstic que correspongui al del RP perquè no hi ha cap prova específica per al diagnòstic de relacions públiques.
Cap prova única pot confirmar el diagnòstic. Un metge pot fer un diagnòstic basat en la història clínica i els signes i símptomes. Cal distingir el reumatisme palindròmic de l'artritis gotosa aguda i l'aparició aguda i atípica de l'artritis reumatoide. Sense proves específiques (com ara l'anàlisi de líquid articular), pot ser difícil distingir el reumatisme palindròmic d'altres problemes articulars episòdics. És important tenir en compte que una persona pot experimentar més d'un trastorn autoimmunitari alhora, com la síndrome de superposició. Les troballes de laboratori solen ser normals. Les proves de sang poden mostrar una elevació no destacable de la VSG i la PCR. El factor reumatoide pot estar present sobretot en el grup que és probable que desenvolupi artritis reumatoide.
Proposta de classificació de Guerne i Weismann el 1992:
- Història de 6 mesos d'episodis breus d'aparició sobtada i recurrent de monoartritis o poques vegades de poliartritis o d'inflamació de teixits tous.
- Observació directa d'un atac per part d'un metge.
- Tres o més articulacions implicades en diferents atacs.
- No hi ha proves radiològiques d'erosió òssia o articular.
- Exclusió d'altres artritis, com l'artritis reumatoide, el lupus eritematós sistèmic (LES) o la gota.

## Tractament
El tractament pot incloure medicaments antiinflamatoris no esteroidals (AINE) per a atacs aguts. Els antipalúdics, com la hidroxicloroquina, han estat útils per reduir la freqüència i la durada dels atacs i poden reduir la probabilitat que el reumatisme palindròmic progressi fins a l'artritis reumatoide.